# Chrysops ciliaris
Chrysops ciliaris är en tvåvingeart som beskrevs av Friedrich Hermann Loew 1858. Chrysops ciliaris ingår i släktet Chrysops och familjen bromsar. Inga underarter finns listade i Catalogue of Life.